# Asteromyrtus magnifica
Asteromyrtus magnifica är en myrtenväxtart som först beskrevs av Raymond Louis Specht, och fick sitt nu gällande namn av Lyndley Alan Craven. Asteromyrtus magnifica ingår i släktet Asteromyrtus och familjen myrtenväxter. Inga underarter finns listade i Catalogue of Life.